# Лебедівка (Сватівський район)
Лебеді́вка —  село в Україні, у Нижньодуванській селищній громаді Сватівського району Луганської області. Населення становить 35 осіб. Орган місцевого самоврядування — Верхньодуванська сільська рада.